# Велика Полана
Велика Полана (словен. Velika Polana) је насеље и управно средиште истоимене општине Велика Полана, која припада Помурској регији у Републици Словенији.
По попису становништва из 2011. године, насеље Велика Полана имало је 929 становника.